# Pierre Périer du Bignon
Pierre Périer du Bignon, né à Laval le 21 août 1732 et mort guillotiné le 10 décembre 1793 à Angers, est un industriel et négociant français, marchand de toiles à Laval. Il a fait construire l'hôtel Périer du Bignon à Laval.

## Biographie
En 1791, Pierre Périer est le plus riche marchand de Laval. À l'aube de la Révolution française, il embrasse la politique, et délaisse l'industrie. Lors de la Terreur en 1793, il est classé en même temps que la famille du Mans du Chalais comme contre-révolutionnaire. Condamné à la prison du fait de ses idées politiques, il est guillotiné en 1793 à Angers. Il n'avait pourtant pas craint de se compromettre aux yeux de son parti en sauvant la vie à un grand nombre de républicains.

## Hôtel Périer du Bignon
En 1777, il se fait construire d'un hôtel particulier : l'hôtel Périer du Bignon. Après son exécution en 1793, ses biens sont séquestrés. L'hôtel est ensuite propriété de Gabriel de la Broise, son petit-fils.[réf. nécessaire]